# Natação no Campeonato Mundial de Esportes Aquáticos de 2015 - 50 m livre masculino
A prova dos 50 metros livre masculino da natação no Campeonato Mundial de Esportes Aquáticos de 2015 ocorreu nos dias 7 de agosto e 8 de agosto em Cazã na Rússia.

## Recordes
Antes desta competição, os recordes mundiais e do campeonato nesta prova eram os seguintes:
| Tipo                  | Atleta      | Tempo | Local     | Data                   |
| --------------------- | ----------- | ----- | --------- | ---------------------- |
|                       | César Cielo | 20,91 | São Paulo | 18 de dezembro de 2009 |
| Recorde do campeonato | César Cielo | 21,08 | Roma      | 1 de agosto de 2009    |

## Medalhistas
| Ouro                   | Prata               | Bronze             |
| Florent Manaudou (FRA) | Nathan Adrian (USA) | Bruno Fratus (BRA) |

## Resultados

### Eliminatórias
Esses foram os resultados das eliminatórias. 
| Pos. | Bateria | Raia | Nadador               | Nacionalidade  | Tempo | Notas |
| ---- | ------- | ---- | --------------------- | -------------- | ----- | ----- |
| 1    | 12      | 4    | Florent Manaudou      | França         | 21.71 | Q     |
| 2    | 11      | 2    | Nathan Adrian         | Estados Unidos | 21.73 | Q     |
| 3    | 12      | 2    | Kristian Golomeev     | Grécia         | 21.87 | Q,    |
| 4    | 12      | 5    | Vladimir Morozov      | Rússia         | 21.97 | Q     |
| 5    | 11      | 5    | Bruno Fratus          | Brasil         | 22.01 | Q     |
| 6    | 10      | 4    | Marco Orsi            | Itália         | 22.03 | Q     |
| 7    | 10      | 5    | Ben Proud             | Reino Unido    | 22.13 | Q     |
| 8    | 10      | 3    | Krisztián Takács      | Hungria        | 22.21 | Q     |
| 9    | 11      | 7    | Andriy Hovorov        | Ucrânia        | 22.23 | Q     |
| 10   | 12      | 6    | Katsumi Nakamura      | Japão          | 22.25 | Q     |
| 11   | 11      | 3    | Matthew Abood         | Austrália      | 22.28 | Q     |
| 12   | 10      | 7    | Shinri Shioura        | Japão          | 22.34 | Q     |
| 13   | 12      | 7    | Andrey Grechin        | Rússia         | 22.38 | Q     |
| 14   | 10      | 6    | Ning Zetao            | China          | 22.43 | Q     |
| 15   | 11      | 4    | Anthony Ervin         | Estados Unidos | 22.44 | Q     |
| 16   | 12      | 8    | Odysseus Meladinis    | Grécia         | 22.47 | Q     |
| 17   | 10      | 1    | François Heersbrandt  | Bélgica        | 22.48 |       |
| 17   | 11      | 1    | Luca Dotto            | Itália         | 22.48 |       |
| 19   | 12      | 1    | Clément Mignon        | França         | 22.50 |       |
| 20   | 10      | 2    | Yu Hexin              | China          | 22.51 |       |
| 20   | 10      | 0    | Simonas Bilis         | Lituânia       | 22.51 |       |
| 22   | 11      | 6    | Ari-Pekka Liukkonen   | Finlândia      | 22.54 |       |
| 23   | 9       | 6    | Christoffer Carlsen   | Suécia         | 22.61 |       |
| 24   | 12      | 9    | Marius Radu           | Roménia        | 22.65 |       |
| 25   | 10      | 9    | Miguel Ortiz-Cañavate | Espanha        | 22.66 |       |
| 25   | 11      | 0    | Renzo Tjon A Joe      | Suriname       | 22.66 |       |
| 27   | 9       | 0    | Anton Latkin          | Bielorrússia   | 22.67 |       |
| 27   | 11      | 8    | Jasper Aerents        | Bélgica        | 22.67 |       |
| 29   | 9       | 5    | Geoffrey Cheah        | Hong Kong      | 22.68 |       |
| 30   | 9       | 8    | Mario Todorović       | Croácia        | 22.71 |       |

| Ver o restante da classificação | Ver o restante da classificação | Ver o restante da classificação | Ver o restante da classificação | Ver o restante da classificação | Ver o restante da classificação | Ver o restante da classificação |
| Pos.                            | Bateria                         | Raia                            | Nadador                         | Nacionalidade                   | Tempo                           | Notas                           |
| ------------------------------- | ------------------------------- | ------------------------------- | ------------------------------- | ------------------------------- | ------------------------------- | ------------------------------- |
| 31                              | 9                               | 3                               | Boris Stojanović                | Sérvia                          | 22.81                           |                                 |
| 32                              | 11                              | 9                               | Dylan Carter                    | Trinidad e Tobago               | 22.82                           |                                 |
| 33                              | 9                               | 7                               | Ali Khalafalla                  | Egito                           | 22.88                           |                                 |
| 33                              | 10                              | 8                               | Karl Krug                       | Canadá                          | 22.88                           |                                 |
| 35                              | 8                               | 5                               | Sidni Hoxha                     | Albânia                         | 22.93                           |                                 |
| 36                              | 9                               | 1                               | Cristian Quintero               | Venezuela                       | 22.94                           |                                 |
| 37                              | 8                               | 2                               | Julien Henx                     | Luxemburgo                      | 22.97                           |                                 |
| 38                              | 8                               | 3                               | Virdhawal Khade                 | Índia                           | 23.01                           |                                 |
| 39                              | 8                               | 0                               | Elvis Burrows                   | Bahamas                         | 23.06                           |                                 |
| 40                              | 9                               | 2                               | Demir Atasoy                    | Turquia                         | 23.16                           |                                 |
| 41                              | 8                               | 1                               | Oliver Elliot                   | Chile                           | 23.29                           |                                 |
| 41                              | 9                               | 9                               | Luís Flores                     | Porto Rico                      | 23.29                           |                                 |
| 43                              | 8                               | 7                               | Jordan Augier                   | Santa Lúcia                     | 23.30                           |                                 |
| 44                              | 7                               | 2                               | Vahan Mkhitaryan                | Armênia                         | 23.36                           |                                 |
| 45                              | 12                              | 0                               | Alejandro Escudero              | México                          | 23.38                           |                                 |
| 46                              | 8                               | 8                               | Andrew Chetcuti                 | Malta                           | 23.43                           |                                 |
| 47                              | 7                               | 6                               | Sam Seghers                     | Papua-Nova Guiné                | 23.46                           |                                 |
| 48                              | 7                               | 7                               | Allan Gutiérrez                 | Honduras                        | 23.47                           |                                 |
| 49                              | 8                               | 6                               | Mohammad Madwa                  | Kuwait                          | 23.50                           |                                 |
| 50                              | 7                               | 5                               | Maksim Inić                     | Montenegro                      | 23.54                           |                                 |
| 51                              | 8                               | 4                               | Gabriel Melconian Alvez         | Uruguai                         | 23.73                           |                                 |
| 52                              | 8                               | 9                               | Meli Malani                     | Fiji                            | 23.78                           |                                 |
| 53                              | 7                               | 9                               | Jagger Stephens                 | Guam                            | 23.84                           |                                 |
| 54                              | 5                               | 5                               | Ahmad Attellesey                | Albânia                         | 23.89                           |                                 |
| 54                              | 7                               | 8                               | Mikel Schreuders                | Aruba                           | 23.89                           |                                 |
| 56                              | 6                               | 4                               | Thibaut Danho                   | Costa do Marfim                 | 23.91                           |                                 |
| 57                              | 7                               | 4                               | Stanislav Karnaukhov            | Quirguistão                     | 23.92                           |                                 |
| 58                              | 6                               | 3                               | Jhonny Pérez                    | República Dominicana            | 24.11                           |                                 |
| 59                              | 6                               | 2                               | Sidrell Williams                | Jamaica                         | 24.15                           |                                 |
| 60                              | 6                               | 6                               | Abdoul Niane                    | Senegal                         | 24.18                           |                                 |
| 61                              | 6                               | 0                               | José Quintanilla                | Bolívia                         | 24.19                           |                                 |
| 62                              | 7                               | 0                               | Miguel Mena                     | Nicarágua                       | 24.25                           |                                 |
| 63                              | 7                               | 3                               | Anthony Barbar                  | Líbano                          | 24.31                           |                                 |
| 64                              | 6                               | 7                               | Cherantha de Silva              | Sri Lanka                       | 24.32                           |                                 |
| 65                              | 4                               | 6                               | Mohammad Rahman                 | Bangladesh                      | 24.43                           |                                 |
| 66                              | 6                               | 9                               | João Aguiar                     | Angola                          | 24.44                           |                                 |
| 67                              | 5                               | 2                               | Christian Nikles                | Brunei                          | 24.55                           |                                 |
| 68                              | 6                               | 5                               | Issa Mohamed                    | Quênia                          | 24.56                           |                                 |
| 69                              | 5                               | 3                               | Denilson da Costa               | Moçambique                      | 24.66                           |                                 |
| 70                              | 5                               | 9                               | Abeku Jackson                   | Gana                            | 24.72                           |                                 |
| 71                              | 4                               | 3                               | Noah Mascoll-Gomes              | Antígua e Barbuda               | 24.79                           |                                 |
| 72                              | 5                               | 0                               | Hilal Hemed Hilal               | Tanzânia                        | 24.86                           |                                 |
| 73                              | 5                               | 7                               | Alex Sobers                     | Barbados                        | 24.87                           |                                 |
| 74                              | 5                               | 1                               | Lum Zhaveli                     | Kosovo                          | 24.91                           |                                 |
| 75                              | 5                               | 4                               | Faraj Saleh                     | Brunei                          | 24.98                           |                                 |
| 76                              | 6                               | 1                               | Samson Forcados                 | Nigéria                         | 25.02                           |                                 |
| 77                              | 4                               | 4                               | Valentin Gorshkov               | Turquemenistão                  | 25.07                           |                                 |
| 78                              | 4                               | 5                               | Kerry Ollivierre                | Granada                         | 25.37                           |                                 |
| 79                              | 5                               | 8                               | Batsaikhan Dulguun              | Mongólia                        | 25.42                           |                                 |
| 80                              | 4                               | 2                               | Ekirikubinza Tibatemwa          | Uganda                          | 25.54                           | Recorde nacional                |
| 81                              | 5                               | 6                               | Mohammad Abdo                   | Palestina                       | 25.84                           |                                 |
| 82                              | 3                               | 3                               | Andrew Fowler                   | Guiana                          | 26.03                           |                                 |
| 83                              | 4                               | 7                               | Giordan Harris                  | Ilhas Marshall                  | 26.18                           |                                 |
| 84                              | 4                               | 8                               | Muhammad Saad                   | Paquistão                       | 26.19                           |                                 |
| 85                              | 1                               | 5                               | Mamadou Soumaré                 | Mali                            | 26.41                           |                                 |
| 86                              | 3                               | 2                               | Billy-Scott Irakoze             | Burundi                         | 26.50                           |                                 |
| 87                              | 3                               | 5                               | Olim Kurbanov                   | Tajiquistão                     | 26.64                           |                                 |
| 88                              | 3                               | 8                               | Shane Cadogan                   | São Vicente e Granadinas        | 26.70                           |                                 |
| 89                              | 3                               | 4                               | Ibrahim Nishwan                 | Maldivas                        | 26.76                           |                                 |
| 90                              | 3                               | 6                               | Dionisio Augustine              | Estados Federados da Micronésia | 26.92                           |                                 |
| 91                              | 1                               | 3                               | Amadou Camara                   | Guiné                           | 26.99                           |                                 |
| 92                              | 2                               | 4                               | Shawn Wallace                   | Palau                           | 27.02                           |                                 |
| 93                              | 3                               | 7                               | Mohamed Adnan                   | Maldivas                        | 27.17                           |                                 |
| 94                              | 1                               | 4                               | Pap Jonga                       | Gâmbia                          | 27.24                           |                                 |
| 94                              | 3                               | 9                               | Jules Bessan                    | Benim                           | 27.24                           |                                 |
| 96                              | 2                               | 5                               | Takumi Sugie                    | Marianas Setentrionais          | 27.26                           |                                 |
| 97                              | 6                               | 8                               | Athoumane Soilihi               | Comores                         | 27.34                           |                                 |
| 98                              | 2                               | 7                               | Santisouk Inthavong             | Laos                            | 27.42                           |                                 |
| 99                              | 4                               | 1                               | Sirish Gurung                   | Nepal                           | 27.45                           |                                 |
| 100                             | 1                               | 2                               | Ebrahim Al-Maleki               | Iêmen                           | 27.55                           |                                 |
| 101                             | 2                               | 3                               | Albarchir Mouctar               | Níger                           | 27.57                           |                                 |
| 102                             | 3                               | 0                               | Hemthon Ponloeu                 | Camboja                         | 27.63                           |                                 |
| 103                             | 2                               | 0                               | Osman Kamara                    | Serra Leoa                      | 27.70                           |                                 |
| 104                             | 2                               | 2                               | Patrick Rukundo                 | Ruanda                          | 27.75                           |                                 |
| 105                             | 2                               | 1                               | Abdelaziz Ahmed                 | Sudão                           | 27.88                           |                                 |
| 106                             | 2                               | 8                               | Emeric Kpegba                   | Togo                            | 28.29                           |                                 |
| 107                             | 3                               | 1                               | Tindwende Sawadogo              | Burquina Fasso                  | 28.39                           |                                 |
| 108                             | 1                               | 9                               | Dienov Koka                     | República do Congo              | 28.53                           |                                 |
| 109                             | 2                               | 6                               | Brave Lifa                      | Malawi                          | 29.07                           |                                 |
| 110                             | 2                               | 9                               | Mael Ambonguilat                | Gabão                           | 29.25                           |                                 |
| 111                             | 1                               | 0                               | Ahmed Alwan                     | Djibuti                         | 30.77                           |                                 |
| 112                             | 1                               | 7                               | Frantz Dorsainvil               | Haiti                           | 31.93                           |                                 |
| 113                             | 1                               | 8                               | Mokhoro Makara                  | Lesoto                          | 55.80                           |                                 |
| 114                             | 1                               | 1                               | Shad Perriere                   | República Centro-Africana       | 99.99 !                         | DNS                             |
| 114                             | 1                               | 6                               | Charly Ndjoume                  | Camarões                        | 99.99 !                         | DNS                             |
| 114                             | 7                               | 1                               | Lorenzo Loria                   | México                          | 99.99 !                         | DNS                             |
| 114                             | 9                               | 4                               | Pjotr Degtjarjov                | Estónia                         | 99.99 !                         | DNS                             |
| 114                             | 12                              | 3                               | César Cielo                     | Brasil                          | 99.99 !                         | DNS                             |
| 114                             | 4                               | 0                               | Abdelmalik Muktar               | Etiópia                         | 99.99 !                         | DSQ                             |
| 114                             | 4                               | 9                               | Temaruata Strickland            | Ilhas Cook                      | 99.99 !                         | DSQ                             |

### Semifinal
Esses foram os resultados das semifinais.
Semifinal 1
| Pos. | Raia | Nadador            | Nacionalidade  | Tempo | Notas       |
| ---- | ---- | ------------------ | -------------- | ----- | ----------- |
| 1    | 4    | Nathan Adrian      | Estados Unidos | 21.37 | Q,          |
| 2    | 3    | Marco Orsi         | Itália         | 21.86 | Q           |
| 3    | 5    | Vladimir Morozov   | Rússia         | 22.02 | (desempate) |
| 4    | 6    | Krisztián Takács   | Hungria        | 22.07 |             |
| 5    | 7    | Shinri Shioura     | Japão          | 22.08 |             |
| 6    | 8    | Odysseus Meladinis | Grécia         | 22.14 |             |
| 7    | 2    | Katsumi Nakamura   | Japão          | 22.15 |             |
| 8    | 1    | Ning Zetao         | China          | 22.28 |             |

Semifinal 2
| Pos. | Raia | Nadador           | Nacionalidade  | Tempo | Notas       |
| ---- | ---- | ----------------- | -------------- | ----- | ----------- |
| 1    | 4    | Florent Manaudou  | França         | 21.41 | Q           |
| 2    | 3    | Bruno Fratus      | Brasil         | 21.60 | Q           |
| 3    | 6    | Benjamin Proud    | Reino Unido    | 21.88 | Q           |
| 4    | 5    | Kristian Golomeev | Grécia         | 21.89 | Q           |
| 5    | 2    | Andriy Hovorov    | Ucrânia        | 21.93 | Q           |
| 6    | 8    | Anthony Ervin     | Estados Unidos | 22.02 | (desempate) |
| 7    | 7    | Matthew Abood     | Austrália      | 22.16 |             |
| 8    | 1    | Andrey Grechin    | Rússia         | 22.66 |             |

Desempate
Esse foi o resultado do desempate da qual definiu o último classificado a final.
| Pos. | Raia | Nadador          | Nacionalidade  | Tempo | Notas |
| ---- | ---- | ---------------- | -------------- | ----- | ----- |
| 1    | 4    | Vladimir Morozov | Rússia         | 21.90 | Q     |
| 2    | 5    | Anthony Ervin    | Estados Unidos | 21.98 |       |

### Final
Esse foi o resultado da final. 
| Pos.              | Raia | Nadador           | Nacionalidade  | Tempo | Notas |
| ----------------- | ---- | ----------------- | -------------- | ----- | ----- |
| Medalha de ouro   | 5    | Florent Manaudou  | França         | 21.19 |       |
| Medalha de prata  | 4    | Nathan Adrian     | Estados Unidos | 21.52 |       |
| Medalha de bronze | 3    | Bruno Fratus      | Brasil         | 21.55 |       |
| 4                 | 8    | Vladimir Morozov  | Rússia         | 21.56 |       |
| 5                 | 1    | Andriy Hovorov    | Ucrânia        | 21.86 |       |
| 5                 | 6    | Marco Orsi        | Itália         | 21.86 |       |
| 7                 | 7    | Kristian Golomeev | Grécia         | 21.98 |       |
| 8                 | 2    | Benjamin Proud    | Reino Unido    | 22.04 |       |

Legenda
| Recorde mundial       | Recorde mundial (World record)               |                       | Recorde africano                      | Recorde africano (African) |                                           | Q | Classificado por posição (Qualified) |
| Recorde do campeonato | Recorde do campeonato (Championship record)  | Recorde da América    | Recorde da América (Americas)         | q                          | Classificado por melhor tempo (Qualified) |   |                                      |
| Melhor marca do ano   | Melhor marca do ano (World leading)          | Recorde asiático      | Recorde asiático (Asian)              | DNS                        | Não largou (Did not start)                |   |                                      |
| Recorde nacional      | Recorde nacional (National record)           | Recorde europeu       | Recorde europeu (European)            | DNF                        | Não terminou (Did not finish)             |   |                                      |
| Recorde pessoal       | Recorde pessoal do atleta (Personal best)    | Recorde da Oceania    | Recorde da Oceania (Oceania)          | DSQ / DQ                   | Desclassificado (Disqualified)            |   |                                      |
| Recorde da temporada  | Recorde da temporada do atleta (Season best) | Recorde sul-americano | Recorde sul-americano (South America) | NM                         | Sem marca (No mark)                       |   |                                      |